# Desmatosuchus
Desmatosuchus je rod dávno vyhynulého archosauromorfního plaza z řádu Aetosauria.

## Popis
Tento rod byl jedním z největších známých zástupců étosaurů - dorůstal délky až kolem 4,5 metru a výšky 1,5 metru při hmotnosti až kolem 1 tuny. Žil v období pozdního triasu na území současného státu Texas.
Čelisti měl zakončeny rypcem, který mu pravděpodobně sloužil k vyrývání potravy, která se skládala z níže rostoucích rostlin. Desmatosuchus byl na hřbetě i ocasu chráněn tělesným pancířem, ze kterého po stranách vyrůstaly trny. Ty sloužily jako obrana před predátory. Nejdelší z nich byly dlouhé až kolem 45 cm. Lebka tohoto plaza byla dlouhá kolem 37 cm, podlouhlá a zpevněná kostními srůsty.